# Bosso (Departement)
Bosso ist ein Departement in der Region Diffa in Niger.

## Geographie
Das Departement liegt im Südosten des Landes in der Landschaft Manga und grenzt an Nigeria und Tschad. Es besteht aus den Landgemeinden Bosso und Toumour. Der namensgebende Hauptort des Departements ist Bosso.

## Geschichte
Das Departement geht auf den Verwaltungsposten (poste administratif) von Bosso zurück, der 2011 aus dem Departement Diffa herausgelöst und zum Departement Bosso erhoben wurde.

## Bevölkerung

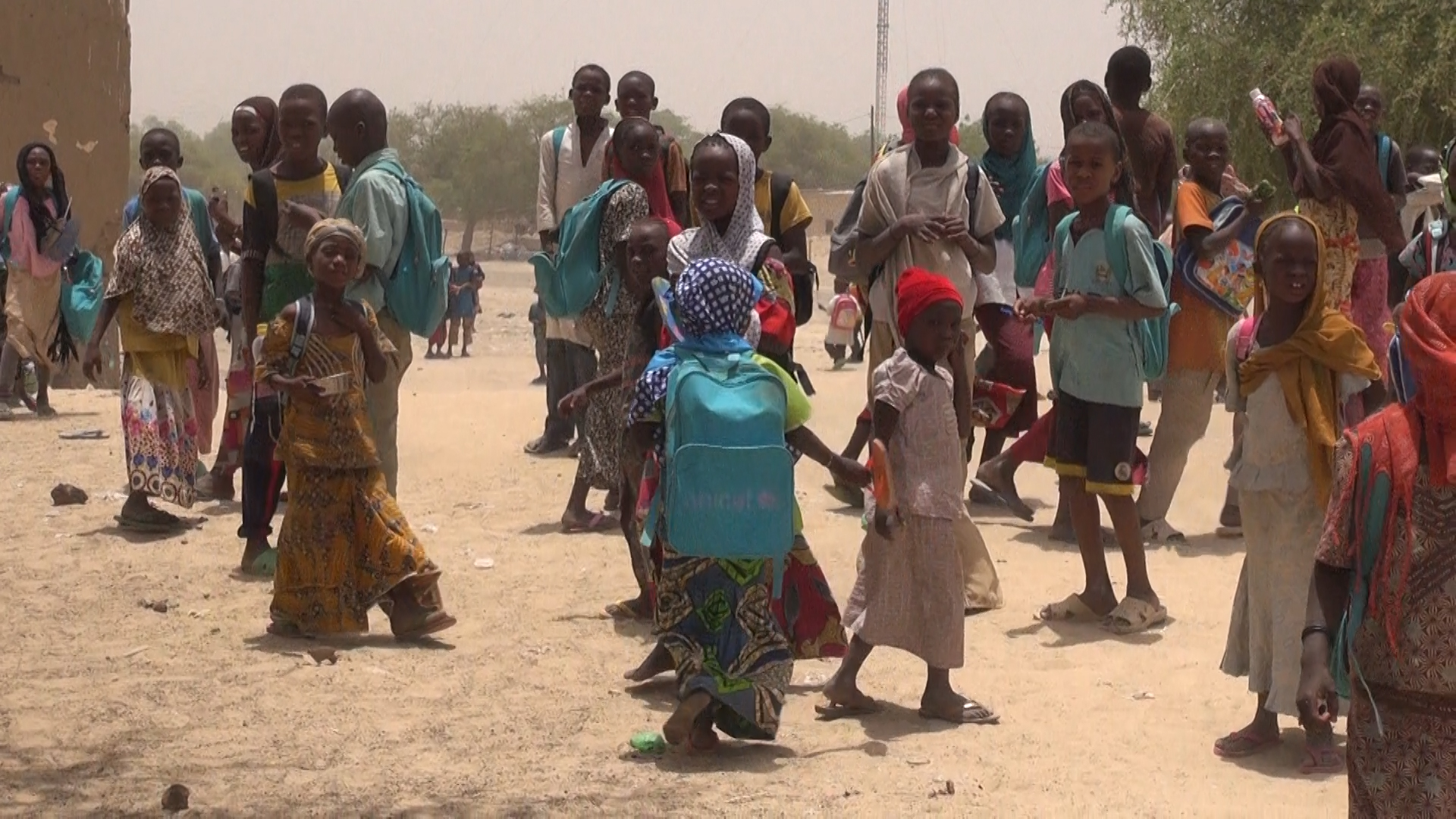
Schulkinder in Bosso (2017)

Das Departement Bosso hat gemäß der Volkszählung 2012 76.735 Einwohner. Von 2001 bis 2012 stieg die Einwohnerzahl jährlich durchschnittlich um 4,0 % (landesweit: 3,9 %).

## Verwaltung

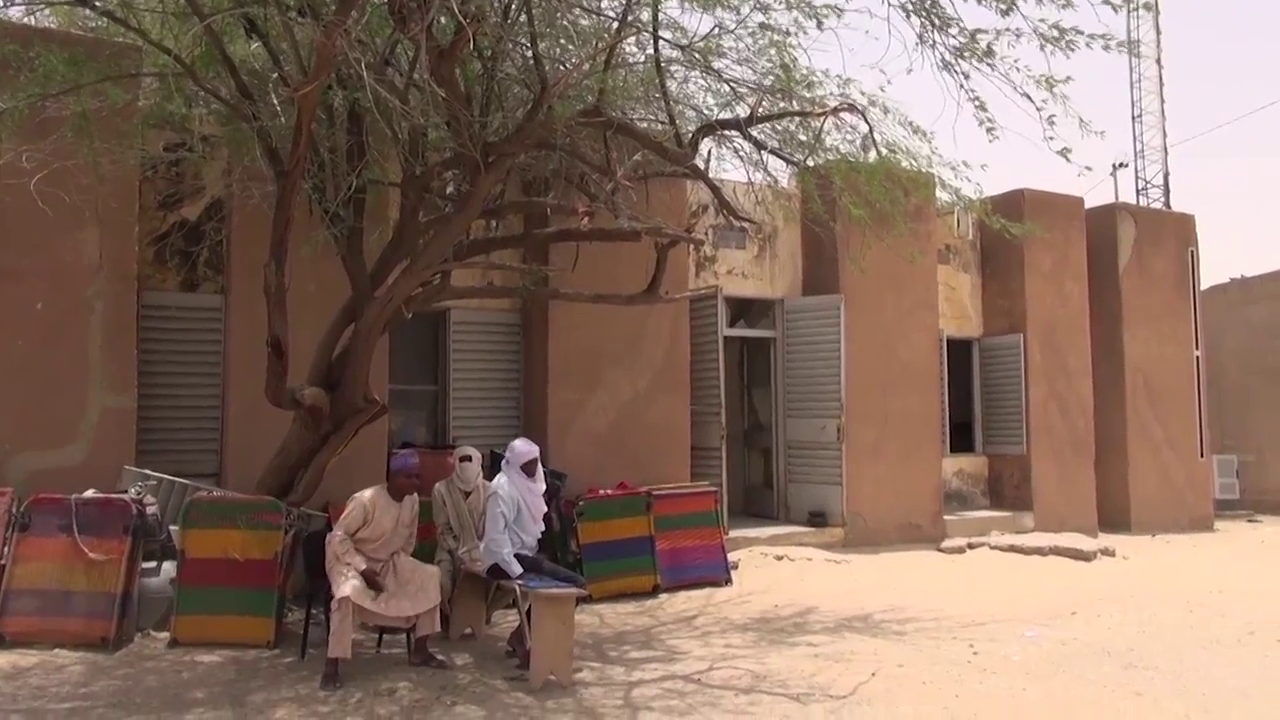
Präfektur von Bosso (2017)

An der Spitze des Departements steht ein Präfekt (französisch: préfet), der vom Ministerrat auf Vorschlag des Innenministers ernannt wird.
| Amtszeit                      | Name                                                                  |
| ----------------------------- | --------------------------------------------------------------------- |
| 29. Feb. 2012 – 25. Jun. 2015 | Aboubacar Mamadou Marah (alias Aboubakar Mamadou Marah)               |
| 25. Jun. 2015 – 13. Mär. 2020 | Boureima Seyni                                                        |
| 13. Mär. 2020 – 12. Jun. 2020 | Amadou Hamidou (alias Amadou Amidou, Amadou Hamadou, Hamadou Hamidou) |
| 12. Jun. 2020 – 8. Nov. 2021  | Boudou Fatimi                                                         |
| 8. Nov. 2021 – 24. Aug. 2023  | Arimi Chétima                                                         |
| seit 24. Aug. 2023            | Ibrahim Seydou                                                        |